# Bionic Commando: Elite Forces
Bionic Commando: Elite Forces es un videojuego lanzado en 1999 o 2000 para la Game Boy Color. A pesar de que toma prestados algunos elementos de sus predecesores, las Fuerzas de Elite es diferente del resto de la serie (ver Bionic Commando). Entre las diferencias es un terreno diferente. Además, los personajes (un hombre sin nombre o comando de las mujeres) tienen un par de movimientos más, como la posibilidad de bajar de las plataformas, y también puede utilizar un rifle de francotirador en algunos segmentos de eliminar enemigos a distancia. 
Elite Forces es el único juego de la serie que se publicarán por Nintendo, y fue el primer título que será desarrollado por su estudio de primera parte con sede en Redmond Nintendo Software Technology. Es la secuela de la versión de Game Boy de Bionic Commando, que puso en marcha en todo el mundo en 1992, aunque sólo fue lanzado nunca en América del Norte y Australia; Sin embargo, en noviembre de 2014, el juego lanzado para el servicio de la consola virtual de Nintendo 3DS en Europa, publicado nuevamente por Nintendo.

## Jugabilidad
A pesar de que toma prestados algunos elementos de sus predecesores, Elite Forces es diferente del resto de la serie Bionic Commando; entre los cambios son una trama diferente, nuevos movimientos de los personajes principales - sin nombre femenino y comandos masculinos - y la capacidad de utilizar un rifle de francotirador en algunos segmentos del juego.

## Trama
La tierra pacífica de Karinia está siendo aterrorizada por un hombre malvado llamado Arturus. Él es el líder de un ejército mal llamado Los ávaros. Como las fuerzas de élite combatir los ávaros, que reciben una comunicación fragmentada del Comandante Super Joe, quien se había infiltrado en su territorio. Mensaje de Joe reveló que Arturus estaba planeando poner en marcha el Proyecto Albatros. Después de eso, la comunicación con Joe se había perdido. El Cuerpo de Bionic contacto con las fuerzas de élite para ayudar a detener los ávaros, evitar la caída de Karinia, y rescatar a Super Joe.